# Vrmac
Vrmac (Serbisch: Врмац, deutsch auch Vermac) ist eine bis zu 765 m hohe Halbinsel in der Bucht von Kotor in Montenegro.

## Geographie
Die Halbinsel Vrmac liegt keilförmig zwischen den Becken von Kotor und Tivat und verengt den Zugang zu den inneren Buchten von Risan und Kotor auf lediglich 340 Meter (Meerenge Verige). Die Halbinsel ist aus Flysch aufgebaut und zeigt daher interessante Fazien, die durch kleine erosive Täler insbesondere von Kotor aus einen besonderen Kontrast zum gegenüberliegenden Hochkarst bilden. Besonders die Nordseite der Halbinsel fällt steil zum Meer ab, während das Gefälle auf der Südseite deutlich seichter ist. Die höchste Erhebung der Halbinsel ist der Sveti Ilija mit einer Höhe von 765 m. i. J., gefolgt vom Velji vrch mit 712 m. i. J. Höhe. Zwischen beiden liegt der Sattel Vrdola. Anders als der umgebende Karst weist die Halbinsel Vrmac Quellen und periodisch fließende Gewässer auf.

## Geschichte
In der Vergangenheit kam dem Vrmac eine große strategische Bedeutung zu, da die Verige-Straße die Grenze zwischen dem Osmanischen Reich und den venezianischen Besitzungen bildete. Am Ende des 19. Jahrhunderts baute Österreich-Ungarn zur Sicherung der Grenze zu Montenegro auf der Halbinsel starke Befestigungsanlagen wie das Werk Vermac, das die Bucht von Kotor schützte, den zweitwichtigsten Militärhafen der Monarchie.
Die Halbinsel Vrmac ist heute vor allem an ihren Küsten besiedelt. Hier liegen die Städte Tivat, Lepetane, Stoliv und Prčanj, im Inneren die Dörfer Gornja Lastva und Gorna Bogdašići.

## Verkehr
Der im Jahr 2007 eröffnete Vrmac-Tunnel spielt eine wichtige Rolle für die Verkehrsanbindung der Bucht von Kotor nach Tivat, da vor dem Bau des Tunnels lediglich eine kurvenreiche enge Passstraße über den Vrmac und eine noch engere Straße am Fuß des Vrmac entlang der Bucht von Kotor bestand. Zwischen Lepetane und Kamenari verkehrt eine Autofähre über die Meerenge Verige. Der Flughafen Tivat ist der zweitgrößte internationale Flughafen Montenegros.